# 평남선
평남선(平南線)은 평양시에 있는 평양역과 남포시 온천군에 있는 평남온천역을 연결하는, 조선민주주의인민공화국의 철도노선이다.

## 노선 정보
- 구간과 거리 : 평양역~온천역 89.3km
- 역 수 : 17개(양단역 포함)
- 궤도 간격 : 1435mm(표준궤)
- 전철화 구간 : 평양역~신남포역(직류 3000V)
- 복선 구간 : 없음
- 폐역 정보

- 대보역(大寶驛) : 평양역 기점 13.3km 지점에 있었음.
- 대성역(臺城驛) : 평양역 기점 35.2km 지점에 있었음.
- 유사역(柳沙驛) : 진남포역(남포역) 기점 4.2km 지점에 있었음.
- 해산역(海山驛) : 진남포역(남포역) 기점 6.7km 지점에 있었음.

## 역사
본선은 경술국치의 직후인 1910년 10월 16일에 개통되었다. 조선이 해방되었을 때에 일본인 인양에도 사용되었던 적이 있었다. 기존의 평남선(평양~남포, 55.2km) 구간과 1938년에 개통된 평안선(남포~평남온천, 34.7km) 구간을 연결하여 평남선으로 통합했다.

### 평양역―남포역 구간
- 1910년 10월 16일 : 평양역~진남포역(남포역) 구간 개통[1]
- 1923년 7월 1일 : 강선역 개업
- 1924년 5월 1일 : 갈천역 개업
- 1925년 11월 1일 : 대성역 개업
- 1934년 2월 11일 : 조촌역(칠골역) 개업[2]
- 1935년 10월 1일 : 조촌역을 현재의 위치에 이전함[3]
- 1944년 1월 10일 : 대보역 개업[4]
- 1944년 3월 21일 : 보통강역 개업[5]
- 1980년 : 평양~남포구간 전철화

### 남포역―온천역 구간
- 1938년 7월 8일 : 조선평안철도주식회사(朝鮮平安鐵道株式會社)에서 진남포역(남포역)과 용강온천역 구간을 사설철도로 개통함[6]

## 역목록

### 본선
| 역명     | 로마자 역명       | 한자 역명 | 접속 노선     |
| -------- | ----------------- | --------- | ------------- |
| 평양     | P'yŏngyang        | 平壤      | 평의선·평부선 |
| 보통강   | Pot'onggang       | 普通江    | 평양화전선    |
| 칠골     | Ch'ilgol          | 七골      |               |
| 대평     | Taep'yŏng         | 大平      |               |
| 강선     | Kangsŏn           | 降仙      | 잠진리지선    |
| 강서     | Kangsŏ            | 江西      | 대안선·보산선 |
| 룡강     | Ryonggang         | 龍岡      | 룡강선        |
| 갈천     | Kalch'ŏn          | 葛川      |               |
| 신남포   | Sinnamp'o         | 新南浦    | 남포지선      |
| 덕동     | Tŏktong           | 德洞      |               |
| 신령리   | Sillyŏng-ri       | 新寧里    | 서해갑문선    |
| 동광량   | Tonggwangryang    | 東廣梁    |               |
| 서광량   | Sŏgwangryang      | 西廣梁    |               |
| 화도     | Hwado             | 花島      |               |
| 로상     | Rosang            | 路上      |               |
| 귀성     | Kwisŏng           | 貴城      |               |
| 평남온천 | P'yŏngnam Onch'ŏn | 平南溫泉  | 남동선        |

### 잠진리지선
| 역명   | 로마자 역명 | 한자 역명 | 접속 노선 |
| ------ | ----------- | --------- | --------- |
|        |             |           |           |
| 잠진리 | Chamjil-li  | 箴津里    |           |

### 남포지선
| 역명 | 로마자 역명 | 한자 역명 | 접속 노선 |
| ---- | ----------- | --------- | --------- |
|      |             |           |           |
| 남포 | Namp'o      | 南浦      |           |